# Autofrigorifică
Autoizoterma este un autovehicul, care menține constantă o temperatură în incinta ei, temperatură reglată de utilizator. 
Incinta este alcătuită din metal (de regulă aluminiu) și poliester. Este utilă foarte mult în industria alimentară, pentru transportul produselor ce necesită temperaturi mici de păstrare.